# Guerrino Lenarduzzi
Guerrino Lenarduzzi (Pinzano al Tagliamento, 8 agosto 1902 – Padova, 29 aprile 1985) è stato un medico e radiologo italiano.

## Biografia
Si laureò in medicina nel 1927 presso l'Università di Padova. Dopo la laurea e fino al 1947 lavorò come assistente del Prof. A. Vespignani nel Gabinetto Radiologico della Clinica Chirurgica dell'Università di Padova. Nel 1934 passò da assistente a dirigente delle clinica.
Durante la seconda guerra mondiale, dal 42 al 46, fu chiamato a combattere e venne preso prigioniero dagli inglesi. Nella condizione di prigionia prestò servizio negli ospedali per prigionieri, dove poté anche tenere conferenze e preparare lavori scientifici.
Tornato dalla guerra, nel 1947 divenne Primario di radiologia all'Ospedale Civile di Padova.
Il primo novembre del 1960 lasciò il lavoro di primario per dedicarsi all'insegnamento come titolare della cattedra di Radiologia alla facoltà di Medicina e Chirurgia. 

## Ricerca
Nella sua carriera si è dedicato a numerosi studi, di particolare rilievo i suoi lavori sull'ascaridiosi, sulla peritonite incapsulata, perforazioni da ulcera, sull'ulcera peptica postoperatoria, sulla pneumatosi cistica, sull'Ipertrofia pilorica ecc..
Nei suoi studi si occupò anche dell'apparato urinario, con delle ricerche all'avanguardia sull'identificazione radiologica del rene a spugna e con i primi tentativi sperimentali di urografia.
Tra i suoi molti incarichi c'è anche quello di dirigere la rivista Quaderni di Radiologia

## Premi a suo nome
- Concorso al premio di laurea Guerrino Lenarduzzi: l'Istituto Veneto di Scienze, Lettere ed Arti bandisce ogni anno un premio per una tesi di laurea magistrale nel campo della diagnostica per immagini o della radiologia interventistica, in onore dell'ex socio Guerrino Lenarduzzi.

## Attività di rilievo pubblico
- Socio corrispondente dell'Accademia galileiana di scienze, lettere ed arti
- Socio dell'Istituto Veneto di Scienze, Lettere ed Arti
- Socio onorario emerito della Società italiana di Radiologia e Medicina nucleare

| Controllo di autorità | VIAF (EN) 90120425 · ISNI (EN) 0000 0004 1969 5180 · SBN CFIV015760 |